# Vireo sclateri
Vireo sclateri е вид птица от семейство Vireonidae.

## Разпространение
Видът е разпространен в Бразилия, Венецуела, Гвиана и Суринам.